# Lijst van voetbalinterlands Colombia - Mexico
Deze lijst van voetbalinterlands is een overzicht van alle officiële voetbalwedstrijden tussen de nationale teams van Colombia en Mexico. De landen speelden tot op heden 28 keer tegen elkaar. De eerste ontmoeting, een vriendschappelijke wedstrijd, werd gespeeld in Panama-Stad (Panama) op 10 februari 1938. Het laatste duel, eveneens een vriendschappelijke wedstrijd, vond plaats op 16 december 2023 in Los Angeles (Verenigde Staten).

## Wedstrijden
| №  | Plaats                  | Datum             | Competitie             | Wedstrijd         | Uitslag |
| -- | ----------------------- | ----------------- | ---------------------- | ----------------- | ------- |
| 1  | Panama-Stad             | 10 februari 1938  | Vriendschappelijk      | Mexico – Colombia | 3 – 1   |
| 2  | Bogota                  | 1 april 1962      | Vriendschappelijk      | Colombia – Mexico | 0 – 1   |
| 3  | Cali                    | 4 april 1962      | Vriendschappelijk      | Colombia – Mexico | 2 – 2   |
| 4  | Mexico-Stad             | 25 april 1962     | Vriendschappelijk      | Mexico – Colombia | 1 – 0   |
| 5  | Bogota                  | 16 oktober 1968   | Vriendschappelijk      | Colombia – Mexico | 0 – 1   |
| 6  | León                    | 4 februari 1969   | Vriendschappelijk      | Mexico – Colombia | 1 – 0   |
| 7  | Los Angeles             | 9 oktober 1984    | Vriendschappelijk      | Mexico – Colombia | 1 – 0   |
| 8  | Los Angeles             | 17 april 1990     | Vriendschappelijk      | Mexico – Colombia | 2 – 0   |
| 9  | León                    | 29 januari 1991   | Vriendschappelijk      | Mexico – Colombia | 0 – 0   |
| 10 | Los Angeles             | 2 augustus 1992   | Vriendschappelijk      | Mexico – Colombia | 0 – 0   |
| 11 | Machala                 | 16 juni 1993      | Copa América 1993      | Colombia – Mexico | 2 – 1   |
| 12 | Mexico-Stad             | 2 maart 1994      | Vriendschappelijk      | Mexico – Colombia | 0 – 0   |
| 13 | Washington D.C.         | 21 juni 1995      | Vriendschappelijk      | Mexico – Colombia | 0 – 0   |
| 14 | Los Angeles             | 29 november 1995  | Vriendschappelijk      | Mexico – Colombia | 2 – 2   |
| 15 | Santa Cruz de la Sierra | 13 juni 1997      | Copa América 1997      | Mexico – Colombia | 2 – 1   |
| 16 | San Diego               | 20 oktober 1999   | Vriendschappelijk      | Mexico – Colombia | 0 – 0   |
| 17 | Los Angeles             | 31 januari 2001   | Vriendschappelijk      | Mexico – Colombia | 2 – 3   |
| 18 | Bogota                  | 29 juli 2001      | Copa América 2001      | Mexico – Colombia | 0 – 1   |
| 19 | Mexico-Stad             | 12 mei 2002       | Vriendschappelijk      | Mexico – Colombia | 2 – 1   |
| 20 | Mexico-Stad             | 12 februari 2003  | Vriendschappelijk      | Mexico – Colombia | 0 – 0   |
| 21 | Culiacán                | 23 februari 2005  | Vriendschappelijk      | Mexico – Colombia | 1 – 1   |
| 22 | Houston                 | 17 juli 2005      | CONCACAF Gold Cup 2005 | Mexico – Colombia | 1 – 2   |
| 23 | Commerce City           | 22 augustus 2007  | Vriendschappelijk      | Colombia – Mexico | 1 – 0   |
| 24 | Dallas                  | 30 september 2009 | Vriendschappelijk      | Mexico – Colombia | 1 – 2   |
| 25 | Monterrey               | 7 september 2010  | Vriendschappelijk      | Mexico – Colombia | 1 – 0   |
| 26 | Miami                   | 29 februari 2012  | Vriendschappelijk      | Mexico – Colombia | 0 – 2   |
| 27 | Santa Clara             | 27 september 2022 | Vriendschappelijk      | Mexico − Colombia | 2 − 3   |
| 28 | Los Angeles             | 16 december 2023  | Vriendschappelijk      | Mexico − Colombia | 2 − 3   |

## Samenvatting
| Competitie        | Totaal gespeeld | Winst Colombia | Gelijk | Winst Mexico | Doelsaldo Colombia – Mexico |
| ----------------- | --------------- | -------------- | ------ | ------------ | --------------------------- |
| Copa América      | 3               | 2              | 0      | 1            | 4 − 3                       |
| CONCACAF Gold Cup | 1               | 1              | 0      | 0            | 2 − 1                       |
| Vriendschappelijk | 24              | 6              | 9      | 9            | 21 − 25                     |
| Totaal            | 28              | 9              | 9      | 10           | 27 − 29                     |

Wedstrijden bepaald door strafschoppen worden, in lijn met de FIFA, als een gelijkspel gerekend.

## Details

### Eerste ontmoeting
| Vriendschappelijk (Panama-Stad, Panama, 10 februari 1938): |              | |
| Mexico | 3 – 1        | Colombia |
| Luis Argüelles 40' Luis de la Fuente 77' (pen.) Horacio Casarín 81' | goals        | 4' Marcos Mejía |
| Rafael Garza Gutiérrez | bondscoach   | |
| Raúl Estrada Antonio Azpiri Armando Frank Guillermo Ortega Alfredo Sánchez Marcial Ortíz Horacio Casarín José López Herranz Luis Argüelles Luis de la Fuente Luis García Cortina | opstellingen | José Escorcia Pablo Lara Severino Lugo Guillermo Herrera Pedro Yépez Antonio Pastor Isidro Joliani Julio Torres Marcos Mejía Rafael Mejía Roberto Meléndez |

### Zevende ontmoeting
| Vriendschappelijk (Los Angeles, Verenigde Staten, 9 oktober 1984): |              | |
| Mexico | 1 – 0        | Colombia |
| Tomás Boy 35' | goals        | |
| Bora Milutinović | bondscoach   | Efraín Sánchez |
| Pablo Larios 74' Rafael Amador Félix Cruz Barbosa Fernando Quirarte Francisco Chávez Miguel España Carlos Muñoz Manuel Negrete Tomás Boy Javier Aguirre Javier Hernández 60' | opstellingen | Carlos Valencia Miguel Prince 60' Víctor Luna Henry Viáfara Gildardo Gómez Hernán Darío Herrera Pedro Sarmiento Carlos Ricaurte Willington Ortiz Alex Valderrama Manuel Córdoba |
| Carlos de los Cobos 60' Olaf Heredia 74' | wissels      | 60' 88' Euclídes González 88' Miguel González |

### Negende ontmoeting
| Vriendschappelijk (León, Mexico, 29 januari 1991): |       |          |
| Mexico                                             | 0 – 0 | Colombia |
|                                                    | goals |          |

### Tiende ontmoeting
| Vriendschappelijk (Los Angeles, Verenigde Staten, 2 augustus 1992): |       |          |
| Mexico                                                              | 0 – 0 | Colombia |
|                                                                     | goals |          |

### Elfde ontmoeting
| Copa América 1993 (Machala, Ecuador, 16 juni 1993): |              | |
| Colombia | 2 – 1        | Mexico |
| Adolfo Valencia 35' Víctor Aristizábal 87' | goals        | 57' Luis Roberto Alves |
| Francisco Maturana | bondscoach   | Miguel Mejía Barón |
| Oscar Córdoba Luis Fernando Herrera Luis Carlos Perea Alexis Mendoza Diego Osorio Freddy Rincón Leonel Álvarez 80' Gabriel Gómez Carlos Valderrama Víctor Aristizábal Adolfo Valencia | opstellingen | Jorge Campos Raúl Gutiérrez Claudio Suárez Juan de Dios Ramírez Perales Ramón Ramírez Ignacio Ambriz Miguel Herrera 52' Luis Flores Alberto García Aspe Luis García 46' Hugo Sánchez |
| Harold Lozano 80' | wissels      | 46' Luis Roberto Alves 52' Benjamín Galindo |

### Twaalfde ontmoeting
| Vriendschappelijk (Mexico-Stad, Mexico, 2 maart 1994): |       |          |
| Mexico                                                 | 0 – 0 | Colombia |
|                                                        | goals |          |

### Dertiende ontmoeting
| Vriendschappelijk (Washington D.C., Verenigde Staten, 21 juni 1995): |       |          |
| Mexico                                                               | 0 – 0 | Colombia |
|                                                                      | goals |          |

### Zestiende ontmoeting
| Vriendschappelijk (San Diego, Verenigde Staten, 20 oktober 1999): |              | |
| Mexico | 0 – 0        | Colombia |
| | goals        | |
| Manuel Lapuente | bondscoach   | Javier Álvarez |
| Jorge Campos Paulo César Chávez 9' Joaquín Beltrán David Oteo Ignacio Hierro Joaquín del Olmo Gerardo Torrado 61' Luis Fernando Soto Ramón Ramírez Luis Hernández José Manuel Abundis | opstellingen | Miguel Calero Rubiel Quintana Carlos Asprilla Alexander Posada Roberto Carlos Cortés Harold Lozano 73' Jorge Bolaño Alexander Viveros 73' Arnulfo Valentierra Edwin Congo Jairo Castillo |
| Salvador Carmona 9' Jesús Mendoza 61' | wissels      | 73' Máyer Candelo 73' Freddy Grisales |
| Joaquín del Olmo ??' Gerardo Torrado ??' Joaquín Beltrán ??' | gele kaarten | ??' Carlos Asprilla ??' Rubiel Quintana ??' Miguel Calero ??' Alexander Viveros |

### Zeventiende ontmoeting
| Vriendschappelijk (Los Angeles, Verenigde Staten, 31 januari 2001): |              | |
| Mexico | 2 – 3        | Colombia |
| Claudio Suárez 9' Luis Hernández 15' | goals        | 40' Gerardo Bedoya 63' Julián Vásquez 90' Néstor Salazar |
| Enrique Meza | bondscoach   | Luis Augusto García |
| Jorge Campos 46' Claudio Suárez Omar Blanco Albero Macías Pavel Pardo Salvador Carmona Marco Antonio Ruíz 65' Germán Villa Víctor Ruíz 71' José Manuel Abundis 46' Luis Hernández 81' | opstellingen | Faryd Mondragón Arley Dinas Wilmer Ortegón Jersson González, Gerardo Bedoya Luis Alberto García Alexander Viveros Felipe Arce 61' Mauricio Molina 46' Carlos Castro Julián Vásquez |
| Óscar Pérez 46' Juan Francisco Palencia 46' David Rangel 65' Miguel Zepeda 71' Jared Borgetti 81'                                                                                     | wissels      | 46' Néstor Salazar 61' David Ferreira |
| Germán Villa 43' David Rangel 67' Víctor Ruíz 70' | gele kaarten | 10' Felipe Arce 27' Arley Dinas |
| Pavel Pardo 84' | rode kaarten | |

### Achttiende ontmoeting
| Copa América 2001 (Bogota, Colombia, 29 juli 2001): |              | |
| Colombia | 1 – 0        | Mexico |
| Iván Córdoba 64' | goals        | |
| Francisco Maturana | bondscoach   | Javier Aguirre |
| Óscar Córdoba Iván López Iván Córdoba Mario Yepes Gerardo Bedoya Juan Carlos Ramírez Freddy Grisales Fabián Vargas Giovanny Hernández 87' Víctor Aristizábal 31' Elkin Murillo | opstellingen | Óscar Pérez 74' Alberto Rodríguez Sigifredo Mercado Ramón Morales Gerardo Torrado Octavio Váldez 67' Johan Rodríguez Ramón Carlos Morales Juan Pablo Rodríguez 54' Jesús Arellano Jared Borgetti |
| Jairo Castillo 31' Mauricio Molina 87' | wissels      | 54' Cesáreo Victorino 67' Daniel Osorno 74' Miguel Zepeda |
| Gerardo Bedoya ??' Fabián Vargas ??' Mauricio Molina ??' | gele kaarten | 70' Ramón Carlos Morales |
| | rode kaarten | 79' Juan Pablo Rodríguez 22', 90' Gerardo Torrado |

### Negentiende ontmoeting
| Vriendschappelijk (Mexico-Stad, Mexico, 12 mei 2002): |       |                    |
| Mexico                                                | 2 – 1 | Colombia           |
| Jared Borgetti 53' Rafael Márquez 76'                 | goals | 66' Oscar Restrepo |

### Twintigste ontmoeting
| Vriendschappelijk (Mexico-Stad, Mexico, 12 februari 2003): |       |          |
| Mexico                                                     | 0 – 0 | Colombia |
|                                                            | goals |          |

### 21ste ontmoeting
| Vriendschappelijk (Culiacán, Mexico, 23 februari 2005):                       |       |                  |
| Mexico                                                                        | 1 – 1 | Colombia         |
| José Francisco Fonseca 56'                                                    | goals | 58' Edixon Perea |
| - Debuut van verdediger Aquivaldo Mosquera (Atlético Nacional) voor Colombia. |       |                  |

### 22ste ontmoeting
| CONCACAF Gold Cup 2005 (Houston, Verenigde Staten, 17 juli 2005): |       |                                       |
| Mexico                                                            | 1 – 2 | Colombia                              |
| Gonzalo Pineda 64'                                                | goals | 58' Jaime Castrillón 74' Jairo Patiño |

### 23ste ontmoeting
| Vriendschappelijk (Commerce City, Verenigde Staten, 22 augustus 2007): |       |        |
| Colombia                                                               | 1 – 0 | Mexico |
| Jaime Castrillón 52'                                                   | goals |        |
| - Debuut van Enrique Esqueda voor Mexico.                              |       |        |

### 24ste ontmoeting
| Vriendschappelijk (Dallas, Verenigde Staten, 30 september 2009): |       |                                         |
| Mexico                                                           | 1 – 2 | Colombia                                |
| Paul Aguilar 90'                                                 | goals | 45' Giovanni Moreno 80' Carlos Quintero |

### 25ste ontmoeting
| Vriendschappelijk (Monterrey, Mexico, 7 september 2010): |              | |
| Mexico | 1 – 0        | Colombia |
| Elias Hernández 89' | goals        | |
| Winfried Schäfer | bondscoach   | Mick McCarthy |
| Guillermo Ochoa Héctor Moreno 64' Carlos Salcido Rafael Márquez 54' Leobardo López Efraín Juárez Antonio Ríos Andrés Guardado 67' Pablo Barrera 54' Javier Hernández 72' Giovani Dos Santos 73' | opstellingen | David Ospina Ivan Córdoba Mario Yepes Juan Zúñiga Jhon Viáfara Javier Restrepo 49' Yulian Anchico Giovanni Moreno Jhon Valencia 62' Radamel Falcao 66' Adrián Ramos |
| Elias Hernández 54' Gerardo Torrado 54' Francisco Javier Rodríguez 64' Enrique Esqueda 64' Javier Orozco 72' Carlos Vela 73'                                                                    | wissels      | 49' Dayro Moreno 62' Hugo Rodallega 66' Juan Cuadrado |
| Héctor Moreno 38' Rafael Márquez 53' Francisco Javier Rodríguez 76' Gerardo Torrado 90' Enrique Esqueda 90'                                                                                     | gele kaarten | 43' Mario Yepes |

### 26ste ontmoeting
| Vriendschappelijk (Miami, Verenigde Staten, 29 februari 2012): |              | |
| Mexico | 0 – 2        | Colombia |
| | goals        | 36' Radamel Falcao 60' Juan Cuadrado |
| José de la Torre | bondscoach   | José Pékerman |
| Guillermo Ochoa Héctor Moreno Rafael Márquez Carlos Salcido Enrique Pérez 81' Andrés Guardado Jonathan dos Santos 46' Jesús Zavala 66' Javier Hernández 72' Pablo Barrera 75' Giovani dos Santos 63' | opstellingen | David Ospina Luis Perea Aquivaldo Mosquera Juan Zúñiga 85' Juan Cuadrado 67' Aldo Ramírez Dorlan Pabón Carlos Sánchez Pablo Armero 88' Radamel Falcao 80' James Rodríguez |
| Jorge Torres 46' Miguel Sabah 63' Édgar Gerardo Lugo 66' Oribe Peralta 72' Damián Álvarez 75' Efraín Juárez 81'                                                                                      | wissels      | 67' Abel Aguilar 80' Giovanni Moreno 85' Elkin Soto 88' Jackson Martínez                                                                                                  |
| Jesús Zavala 36' Pablo Barrera 45' | gele kaarten | 42' Radamel Falcao 68' Luis Perea |
| - Eerste duel van Colombia onder leiding van bondscoach José Pékerman. |              | |

Colfútbol · A-internationals · Selecties · Statistieken · Bondscoaches · Colombiaans vrouwenelftal · Olympisch elftal · Colombia U20 · Colombia U17
1938 – 1949 ·
1950 – 1959 ·
1960 – 1969 ·
1970 – 1979 ·
1980 – 1989 ·
1990 – 1999 ·
2000 – 2009 ·
2010 – 2019 ·
2020 – 2029
WK 1962 · 
WK 1990 · 
WK 1994 · 
WK 1998 · 
WK 2014 · 
WK 2018
OS 1968 · 
OS 1972 · 
OS 1980 · 
OS 1992 · 
OS 2016
1938 · 
1939 · 1940 · 1941 · 1942 · 1943 · 1944 · 
1946 · 
1947 · 
1948 · 
1949 · 
1950 · 1951 · 1952 · 1953 · 1954 · 1955 · 1956 · 
1957 · 
1958 · 1959 · 1960 · 
1961 · 
1962 · 
1963 · 
1964 · 
1965 · 
1966 · 
1967 · 
1968 · 
1969 · 
1970 · 
1971 · 
1972 · 
1973 · 
1974 · 
1975 · 
1976 · 
1977 · 
1978 · 
1979 · 
1980 · 
1981 · 
1982 · 
1983 · 
1984 · 
1985 · 
1986 · 
1987 · 
1988 · 
1989 · 
1990 ·
1991 · 
1992 · 
1993 · 
1994 · 
1995 · 
1996 · 
1997 · 
1998 · 
1999 · 
2000 · 
2001 · 
2002 · 
2003 · 
2004 · 
2005 · 
2006 · 
2007 · 
2008 · 
2009 · 
2010 · 
2011 · 
2012 · 
2013 · 
2014 · 
2015 · 
2016 · 
2017 ·
2018 ·
2019 ·
2020 ·
2021
Algerije ·
Argentinië ·
Australië ·
Bahrein ·
België ·
Bolivia · 
Brazilië ·
Canada ·
Chili ·
China · 
Costa Rica ·
Cuba ·
DDR ·
Duitsland ·
Ecuador ·
Egypte ·
El Salvador ·
Engeland ·
Finland ·
Frankrijk ·
Griekenland ·
Guatemala · 
Haïti ·
Honduras ·
Hongarije ·
Hongkong ·
Ierland ·
Irak ·
Israël ·
Ivoorkust ·
Jamaica ·
Japan ·
Joegoslavië ·
Jordanië ·
Kameroen ·
Koeweit · 
Liberia · 
Marokko ·
Mexico ·
Montenegro ·
Nederland ·
Nederlandse Antillen ·
Nicaragua ·
Nieuw-Zeeland · 
Nigeria ·
Noord-Ierland ·
Noorwegen ·
Panama ·
Paraguay ·
Peru ·
Polen ·
Puerto Rico ·
Qatar ·
Roemenië ·
Saoedi-Arabië ·
Schotland ·
Senegal ·
Servië ·
Slovenië ·
Slowakije ·
Sovjet-Unie ·
Spanje ·
Trinidad en Tobago ·
Tsjecho-Slowakije ·
Tunesië · 
Turkije · 
Uruguay ·
Venezuela ·
Verenigde Arabische Emiraten · 
Verenigde Staten ·
Zuid-Afrika ·
Zuid-Korea ·
Zweden ·
Zwitserland
Brazilië (2014) ·
Engeland (2018) ·
Griekenland (2014) ·
Ivoorkust (2014) ·
Japan (2014) ·
Japan (2018) ·
Polen (2018) ·
Senegal (2018) ·
Uruguay (2014)
FMF · A-internationals · Selecties · Bondscoaches · Statistieken · Mexicaans vrouwenelftal · Olympisch elftal · Mexico U21 · Mexico U20 · Mexico U19 · Mexico U18 · Mexico U17
1920 – 1949 ·
1950 – 1969 ·
1970 – 1979 ·
1980 – 1989 ·
1990 – 1999 ·
2000 – 2009 ·
2010 – 2019 ·
2020 – 2029
Copa América 1993 ·
Copa América 1995 ·
Copa América 1997 ·
Copa América 1999 ·
Copa América 2001 ·
Copa América 2004 ·
Copa América 2007 ·
Copa América 2011 ·
Copa América 2015 · 
Copa América 2016
WK 1930 ·
WK 1950 ·
WK 1954 ·
WK 1958 ·
WK 1962 ·
WK 1966 ·
WK 1970 ·
WK 1978 ·
WK 1986 ·
WK 1994 ·
WK 1998 ·
WK 2002 ·
WK 2006 ·
WK 2010 ·
WK 2014 · 
WK 2018
OS 1928 ·
OS 1948 ·
OS 1964 ·
OS 1968 ·
OS 1972 ·
OS 1976 ·
OS 1992 ·
OS 1996 ·
OS 2004 ·
OS 2012 ·
OS 2016 ·
OS 2020
1923 ·
1924–1927 ·
1928 ·
1929 ·
1930 ·
1931–1933 ·
1934 ·
1935 ·
1936 ·
1937 ·
1938 ·
1939–1946 ·
1947 ·
1948 ·
1949 ·
1950 ·
1951 ·
1952 ·
1953 ·
1954 ·
1955 ·
1956 ·
1957 ·
1958 ·
1959 ·
1960 ·
1961 ·
1962 ·
1963 ·
1964 ·
1965 ·
1966 ·
1967 ·
1968 ·
1969 ·
1970 · 
1971 · 
1972 · 
1973 · 
1974 · 
1975 · 
1976 · 
1977 · 
1978 · 
1979 · 
1980 · 
1981 · 
1982 · 
1983 · 
1984 · 
1985 · 
1986 · 
1987 · 
1988 · 
1989 · 
1990 · 
1991 · 
1992 · 
1993 · 
1994 · 
1995 · 
1996 · 
1997 · 
1998 · 
1999 · 
2000 · 
2001 · 
2002 · 
2003 · 
2004 · 
2005 · 
2006 · 
2007 · 
2008 · 
2009 · 
2010 · 
2011 · 
2012 · 
2013 · 
2014 · 
2015 · 
2016 ·
2017 ·
2018 ·
2019 ·
2020 ·
2021 ·
2022 ·
2023
Albanië ·
Algerije ·
Angola ·
Argentinië ·
Australië ·
België ·
Belize ·
Bermuda ·
Bolivia ·
Bosnië en Herzegovina ·
Brazilië ·
Bulgarije ·
Canada ·
Chili ·
China ·
Colombia ·
Congo-Kinshasa ·
Costa Rica ·
Cuba ·
Curaçao ·
DDR ·
Denemarken ·
Dominica ·
Duitsland ·
Ecuador ·
Egypte ·
El Salvador ·
Engeland ·
Estland ·
Fiji ·
Finland ·
Frankrijk ·
Gambia ·
Ghana ·
Griekenland ·
Guatemala ·
Guyana ·
Haïti ·
Honduras ·
Hongarije ·
Ierland ·
IJsland ·
Irak ·
Iran ·
Israël ·
Italië ·
Ivoorkust ·
Jamaica ·
Japan ·
Joegoslavië ·
Kameroen ·
Kroatië ·
Liberia ·
Luxemburg ·
Marokko ·
Martinique ·
Nederland ·
Nederlandse Antillen ·
Nicaragua ·
Nieuw-Zeeland ·
Nigeria ·
Noord-Ierland ·
Noord-Korea ·
Noorwegen ·
Oekraïne ·
Oezbekistan ·
Panama ·
Paraguay ·
Peru ·
Polen ·
Portugal ·
Qatar ·
Roemenië ·
Rusland ·
Saint Kitts en Nevis ·
Saint Vincent en de Grenadines ·
Saoedi-Arabië ·
Schotland ·
Senegal ·
Servië ·
Slovenië ·
Slowakije ·
Sovjet-Unie ·
Spanje ·
Suriname ·
Trinidad en Tobago ·
Tsjechië ·
Tsjecho-Slowakije ·
Tunesië ·
Uruguay ·
Venezuela ·
Verenigde Staten ·
Wales ·
Wit-Rusland ·
Zuid-Afrika ·
Zuid-Korea ·
Zweden ·
Zwitserland
Angola (2006) ·
Argentinië (2006) ·
Brazilië (1999) ·
Brazilië (2014) ·
Brazilië (2018) ·
Duitsland (2018) ·
Frankrijk (2010) ·
Iran (2006) ·
Kameroen (2014) ·
Kroatië (2014) ·
Nederland (2014) ·
Portugal (2006) ·
Uruguay (2010) ·
Zuid-Afrika (2010) ·
Zuid-Korea (2018) ·
Zweden (2018)